# Curtis Rona

a Compétitions nationales et continentales officielles uniquement.

b Matchs officiels uniquement.
Dernière mise à jour le 9 août 2024.
Curtis Rona, né le 26 mai 1992 à Waitara (Nouvelle-Zélande), est un joueur de rugby à XIII et de rugby à XV international australien d'origine néo-zélandaise évoluant aux postes de centre ou d'ailier. Il évolue avec le club japonais des Mitsubishi Sagamihara Dynaboars en League One depuis 2022.

## Biographie
Curtis Rona est né à Waitara en Nouvelle-Zélande, mais émigre à Perth alors qu'il est âgé de huit ans. 
Dans sa jeunesse, il joue parallèlement au rugby à XV et au rugby à XIII, avant de se tourner uniquement vers le XIII en 2009 quand il rejoint l'académie des WA Reds avec il dispute la SG Cup (championnat de Nouvelle-Galles du Sud des moins de 18 ans). En 2010, il rejoint les Sydney Roosters, avec qui il joue deux saisons avec l'équipe junior en National Youth Competition. 
En 2012, il est sélectionné avec les Junior Kiwis (en) (équipe de Nouvelle-Zélande de rugby à XIII des moins de 20 ans). Il dispute alors le match annuel contre les Junior Kangaroos (en) (Australie à XIII -20 ans).
En 2013, il signe un contrat de deux ans avec les North Queensland Cowboys,.
Après une première saison disputée avec les Mackay Cutters (la réserve des Cowboys) en Queensland Cup, il commence sa carrière professionnelle en 2014 en disputant sa première saison de National Rugby League (NRL) avec les Cowboys. Lors de cette première saison, il dispute 7 matchs et inscrit 6 essais.
L'année suivante, il rejoint les Canterbury Bulldogs, toujours en NRL, avec qui il s'engage pour deux saisons. Il s'impose alors comme une arme offensive de choix en finissant deuxième meilleur marqueur du championnat lors de sa première saison, et inscrivant un total de 34 essais en 50 apparitions lors de ses deux saisons passées avec le club,. Malgré son talent, il n'est pas sélectionnable pour disputer le State of Origin avec les Queensland Maroons, en raison de sa nationalité néo-zélandaise.
En septembre 2015, il est retenu en équipe de Nouvelle-Zélande de rugby à XIII pour disputer la tournée en Angleterre,. Il ne dispute cependant aucun match.
À l'issue de la saison 2016 de NRL, il décide de rejoindre le rugby à XV et signe un contrat de deux saisons avec la franchise de Super Rugby de la Western Force, basée dans la ville où il a grandi : Perth,. Il fait ses débuts avec sa nouvelle équipe le 25 février 2017 contre les Waratahs. Il est auteur d'une première saison encourageante, où il joue tous les matchs de son équipe et se fait remarquer pour ses qualités de puissance et de défense. Cependant, à l'issue de la saison 2017, la Western Force est retirée du Super Rugby en raison du manque de résultat, et Rona est contraint de partir. Il joue également avec l'équipe de Perth Spirit en NRC lors de la saison 2017.
Il est sélectionné pour la première fois avec les Wallabies en août 2017 par le sélectionneur Michael Cheika, dans le cadre du Rugby Championship. Il obtient sa première sélection le 19 août 2017 à l'occasion d'un match contre la Nouvelle-Zélande à Sydney. Il marque à cette occasion son premier essai au niveau international, malgré la lourde défaite de son équipe. Il connaît deux autres sélection la même année.
Refusant un retour au rugby à XIII, il décide alors de rejoindre la franchise des Waratahs, ainsi que les Sydney Rays en NRC, à partir de 2018,. Il joue deux saisons avec la franchise, où il s'impose rapidement comme un cadre,.
Ne parvenant pas retrouver les Wallabies, il décide de quitter l'Australie pour l'Angleterre, et rejoint les London Irish en Premiership en 2019,. Régulièrement aligné avec le club londonien, il prolonge son contrat en mai 2021 pour une longue durée non-précisée.
En octobre 2022, il quitte les London Irish avec effet immédiat pour rejoindre le club japonais des Mitsubishi Sagamihara Dynaboars, évoluant en League One,.

## Palmarès
Néant

## Statistiques
Au 22 décembre 2021, Curtis Rona compte 3 capes en équipe d'Australie, dont une en tant que titulaire, depuis le 19 août 2017 contre l'équipe de Nouvelle-Zélande à Sydney. Il inscrit un essai (5 points).
Il participe à une édition du Rugby Championship, en 2017. Il dispute deux rencontres dans cette compétition.